# Neodactria modestellus
Neodactria modestellus là một loài bướm đêm trong họ Crambidae.